# Santa Maria della Visitazione a Collatino
Santa Maria della Visitazione a Collatino, officiellt Santa Maria della Visitazione, är en kyrkobyggnad i Rom, helgad åt Jungfru Maria och särskilt åt hennes besök hos Elisabet. Kyrkan är belägen vid Via dei Crispolti i quartiere Collatino och tillhör församlingen Santa Maria della Visitazione.

## Kyrkans historia
Kyrkan uppfördes åren 1965–1971 efter ritningar av Saverio Busiri Vici (född 1927) och konsekrerades den 22 oktober 1971 av ärkebiskop (sedermera kardinal) Ugo Poletti.
Kyrkan är byggd i armerad betong i brutalistisk stil. Interiören hyser skulpturgruppen Jungfru Marie besök, utförd av Gregor Vincenzo Mussner.